# European Universities Games
Die European Universities Games (EUSA-Games) sind eine europäische Multisportveranstaltung für Studenten.

## Geschichte
Die European Universities Games fanden erstmals 2012 statt. Austragungsort der Spiele war vom 13. bis zum 24. Juli Córdoba in Spanien. Córdoba hatte sich im Bieterverfahren gegen Łódź und Lissabon durchgesetzt und erhielt im März 2010 in Vilnius den Zuschlag für die Ausrichtung von der European University Sports Association, dem Dachverband der Spiele. Die Spiele sind nach eigenen Angaben die größte europäische Multisportveranstaltung für Studenten. Die EUSA-Games sollen in allen geraden Jahren, in denen keine Welthochschulspiele stattfinden, durchgeführt werden.

## Sportarten
Insgesamt werden Wettbewerbe in den folgenden Sportarten ausgetragen:
- 3×3-Basketball
- Badminton
- Basketball
- Beachhandball
- Beachsoccer
- Beachvolleyball
- Bridge
- Schach
- Sportklettern
- Fußball
- Futsal
- Golf
- Handball
- Judo
- Karate
- Kickboxen
- Orientierungslauf
- Rudern
- Rugby
- Schwimmen
- Tischtennis
- Para-Tischtennis
- Taekwondo
- Tennis
- Volleyball
- Wasserball

## Austragungsorte
| Jahr | Nr. | Datum                       | Ort              | Land        |
| ---- | --- | --------------------------- | ---------------- | ----------- |
| 2012 | 1   | 13. bis 24. Juli 2012       | Córdoba          | Spanien     |
| 2014 | 2   | 24. Juli bis 8. August 2014 | Rotterdam        | Niederlande |
| 2016 | 3   | 13. bis 23. Juli 2016       | Zagreb – Rijeka  | Kroatien    |
| 2018 | 4   | 13. bis 28. Juli 2018       | Coimbra          | Portugal    |
| 2020 | 5   | 12. bis 26. Juli 2020       | Belgrad          | Serbien     |
| 2022 | 5   | 17. bis 30. Juli 2022       | Łódź             | Polen       |
| 2024 | 6   | 12. bis 24. Juli 2024       | Debrecen-Miskolc | Ungarn      |
| 2026 | 7   | Juli 2026                   | Salerno          | Italien     |
| 2028 | 8   | Juli 2028                   | Split            | Kroatien    |
| 2030 | 9   | Juli 2030                   | Granada          | Spanien     |